# Jervis McEntee

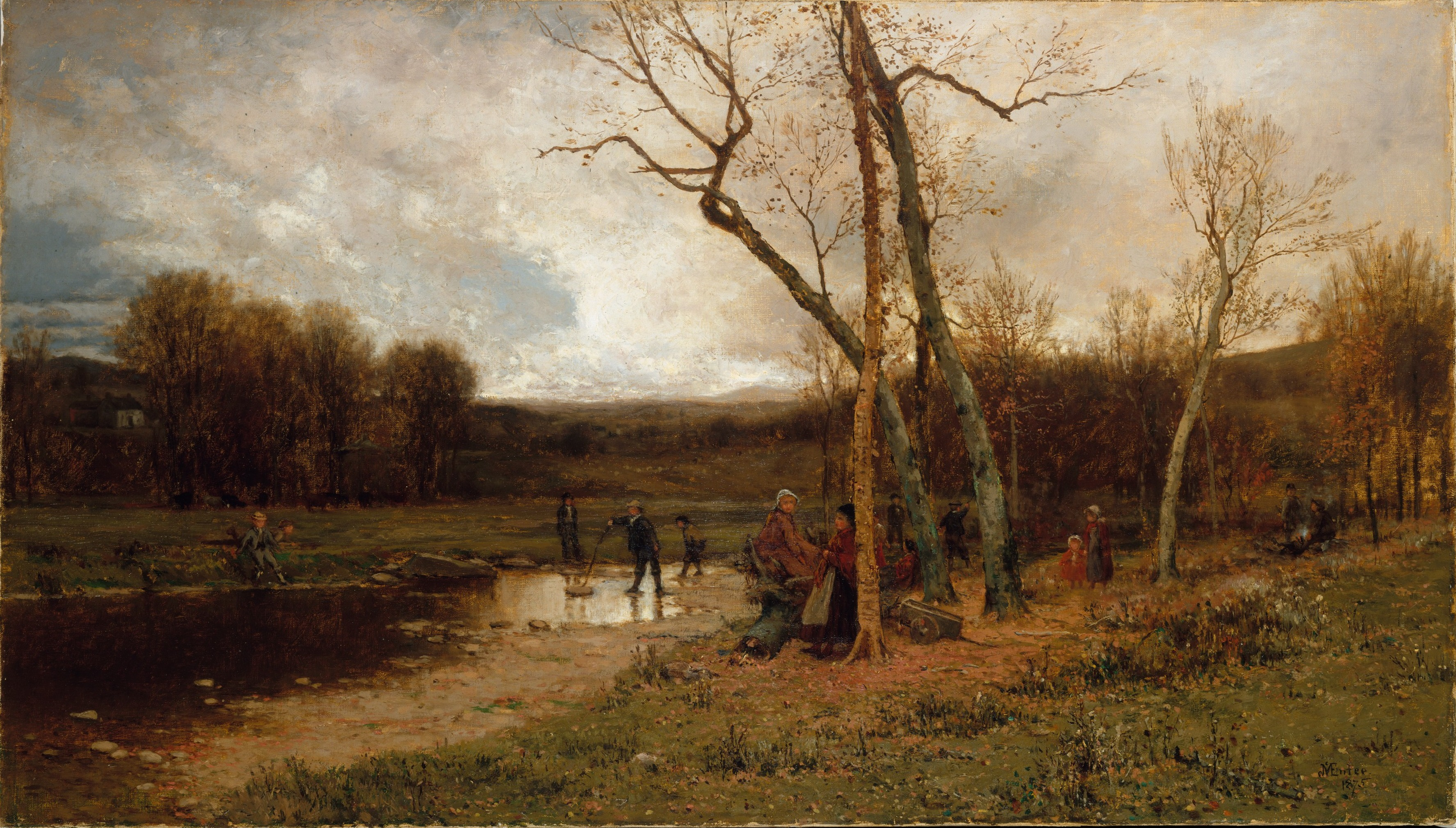
Saturday Afternoon, 1875

Jervis McEntee (ur. 14 lipca 1828 w Rondout, zm. 27 stycznia 1891 w Nowym Jorku) – amerykański pejzażysta, czołowy przedstawiciel Hudson River School. Członek National Academy of Design (od 1861), zdecydowany przeciwnik nowoczesnego i awangardowego malarstwa europejskiego.
Pierwszą pracę wystawił w 1850 w National Academy of Design. Przyjaźnił się i towarzyszył w malarskich wyprawach wielu artystom związanym z Hudson River School, jego współpracownikami byli m.in. Frederic Edwin Church, Sanford Robinson Gifford i Worthington Whittredge. Wystawiał też w Europie m.in. w Londynie i Paryżu. Malował głównie melancholijne i pełne poetyckiego nastroju pejzaże. 
Oprócz obrazów McEntee pozostawił po sobie pamiętniki pisane w latach 1872–1890. Stanowią one bogate źródło informacji o artystach związanych z Hudson River School i amerykańskim środowisku artystycznym w drugiej połowie XIX w. Pięć tomów pamiętników zostało zeskanowanych i udostępnionych online przez Archives of American Art.